# Bryan Kirkwood
Bryan Joseph Kirkwood (ur. 20 marca 1975 w Olympii) – amerykański aktor, brat bliźniak aktora Denny’ego Kirkwooda.
Najbardziej znany jest z roli Jake’a, homoseksualisty z West Hollywood, w slasherze HellBent (2004) w reżyserii Paula Etheredge’a. Od 1998 do 2001 wcielał się w postać Bena Blake’a w sitcomie stacji TNBC One World.
Oprócz brata Denny’ego ma jeszcze dwoje rodzeństwa – siostrę Chandler i brata Ricky’ego.